# Curley Culp
Curley Culp (* 10. März 1946 in Yuma, Arizona; † 27. November 2021) war ein US-amerikanischer American-Football-Spieler. Nachdem er an der Arizona State University College Football als Offensive- und Defensive-Lineman gespielt hatte und Siege bei der NCAA Wrestlingmeisterschaft hatte feiern können, spielte er als Defensive Tackle in der AFL und NFL. Von 1968 bis 1974 spielte er dabei zuerst für die Kansas City Chiefs, als Nächstes von 1974 bis 1980 bei den Houston Oilers und schließlich von 1980 bis 1981 bei den Detroit Lions.
Für seine Leistungen wurde er mehrmals in den Pro Bowl und nach seiner aktiven Spielerlaufbahn 2013 auch in die Pro Football Hall of Fame gewählt.

## Footballkarriere

### Kansas City Chiefs
Nachdem Culp von den Denver Broncos im 1968er Draft an 31. Stelle ausgewählt wurde, wollte die Broncos ihn zum Guard umschulen, da er mit seinen 120 kg bei einer Größe von 1,88 m als ein bisschen zu klein für die Defensive Line und ein bisschen zu langsam für die Position des Linebackers angesehen wurde. Doch das Experiment misslang und sie tradeten Culp kurz vor der Saison 1968 zu den Kansas City Chiefs. Dort spielte er auf der Position des Nose Tackle und verhalf dadurch dem Team, den Super Bowl IV zu gewinnen. Chiefs Head Coach Hank Stram stellte Culp gegen den Starcenter der Vikings Mick Tingelhoff auf. Tingelhoff konnte jedoch gegen Culp im 1 gegen 1 nichts ausrichten, weshalb er von zwei Spielern geblockt werden musste. Das eröffnete den nicht gedeckten Mitspielern Buck Buchanan, Willie Lanier oder anderen Verteidigern ins Backfield der Vikings vorzudringen und dort das Laufspiel zu unterbinden. Die Wirksamkeit dieser 3–4 Defense Spielweise der Chiefs half dem Schema sich im Profi-Bereich gegen das sonst etablierte 4–3 Schema durch zusetzen.
Während seinen sieben Saisons und 82 Spielen bei den Chiefs war er der Anker der Defensive Line. Während dieser Zeit spielte er 1969 im AFL All-Star Game und wurde 1971 in den Pro Bowl gewählt. Auch wenn die Zahl der Sacks erst ab 1982 offiziell gezählt wurde, konnte er 1973 neun erringen, womit er in dem Jahr im Team die meisten verbuchen konnte. Zudem konnte er in seiner Zeit bei den Chiefs fünf Fumbles erobern.

### Houston Oilers und Detroit Lions
Nachdem Culp 1974 einen sogenannten future contract bei den Southern California Sun in der World Football League unterschrieben hatte, tradeten die Chiefs ihn während der Saison zu den Houston Oilers und wälzten damit die neuen Vertragsverhandlungen nach Houston ab. Im Gegenzug wurde John Matuszak und ein First-Round Pick nach Kansas City getradet. Da der neue Head Coach der Oilers Sid Gillman mit seinem Defensive Coordinator Bum Phillips die Defense auf das 3–4-Schema umstellen wollte, war man an Curley Culp als Nose Tackle sehr interessiert, weshalb der Wechsel im Nachhinein einer der besten Trades der Oilers war. Mit dem Outside Linebacker Robert Brazile (First-Round-Pick der Oilers von 1975), Defensive End Elvin Bethea und dem Talent von Culp konnten sich die Oilers von einer schwachen 1-13 Bilanz 1973 zu einer 10-4 Bilanz 1975 steigern. Die Newspaper Enterprise Association (NEA) wählten Culp in der Saison zum Defensive Player of the Year, da er unter anderem 11,5 Sacks und nach einem Fumble einen Touchdown erzielen konnte. Mit dem später topgedrafteten Runningback Earl Campbell erreichten Culp und die Oilers auch noch zweimal das AFC Championship Game, die jedoch beide verloren gingen.
Die Position des Nose Tackle war für eine kurze Karriere berüchtigt, da man aus jeder Richtung attackiert wurde. Für Culp kamen zudem noch Verletzungen und sein Alter hinzu, die ihren Tribut forderten. Nach 98 Spielen entließen ihn die Oilers während der 1980er Saison und er wechselte zu den Detroit Lions. Dort spielte er noch einige Spiele, bevor er seine 14-jährige Karriere nach der Saison 1981 beendete.

Während seiner Zeit bei den Oilers wurde er viermal hintereinander in den Pro Bowl gewählt. Aufgrund seiner Kraft musste er von zwei oder drei Spielern gleichzeitig geblockt werden, was Jim Otto, Hall of Famer und Center der Oakland Raiders auch feststellte: 

“Curley Culp was perhaps the strongest man I ever lined up against.”

„Curley Culp war vielleicht der stärkste Spieler, gegen den ich je angetreten bin.“

 Während seiner Karriere konnte Curley Culp als Nose Tackle 68 Sacks erzielen, 14 Fumbles erzwingen und 10 aufnehmen. Wie er die Position des Nose geprägt hat, kann man u. a. an Vince Wilfork, zweimaliger Super-Bowl-Sieger und mehrfacher Pro Bowler, festmachen. Dieser konnte während seiner Karriere "nur" 16 Sacks erzielen.

## Weitere Sportarten
Während seiner Zeit an der Arizona State University nahm Culp an Wrestlingwettkämpfen teil. Im Jahr 1967 gewann er in der NCAA Division I Meisterschaft als Schwergewichts-Champion den Gorriaran Award für die meisten Pins.

## Ehrungen
Im März 2008 entschied Clark Hunt, Besitzer der Kansas City Chiefs, dass Culp in dem Jahr als 38. Mitglied in die Hall of Fame der Chiefs aufgenommen wird.
Am 22. August 2012 wurden Culp und Linebacker Dave Robinson vom sogenannte Seniors Committee als Seniors nominees für die 2013er Pro-Football-Hall-of-Fame-Klasse nominiert. Am 2. Februar 2013 wurde er mit sechs weiteren ehemaligen Spielern und Funktionären in die Hall of Fame gewählt und am 3. August 2013 offiziell dort aufgenommen. Er ist damit, neben den Linebackern Willie Lanier und Bobby Bell, Defensive Tackle Buck Buchanan und Cornerback Emmitt Thomas, das fünfte Mitglied der beeindruckenden Verteidigung der Chiefs zu dieser Zeit. Das Quintett waren alles Startspieler im Super Bowl IV für Kansas City.